# 1993年の航空
< 1993年
1992年の航空 - 1993年の航空 - 1994年の航空

## 航空に関する出来事

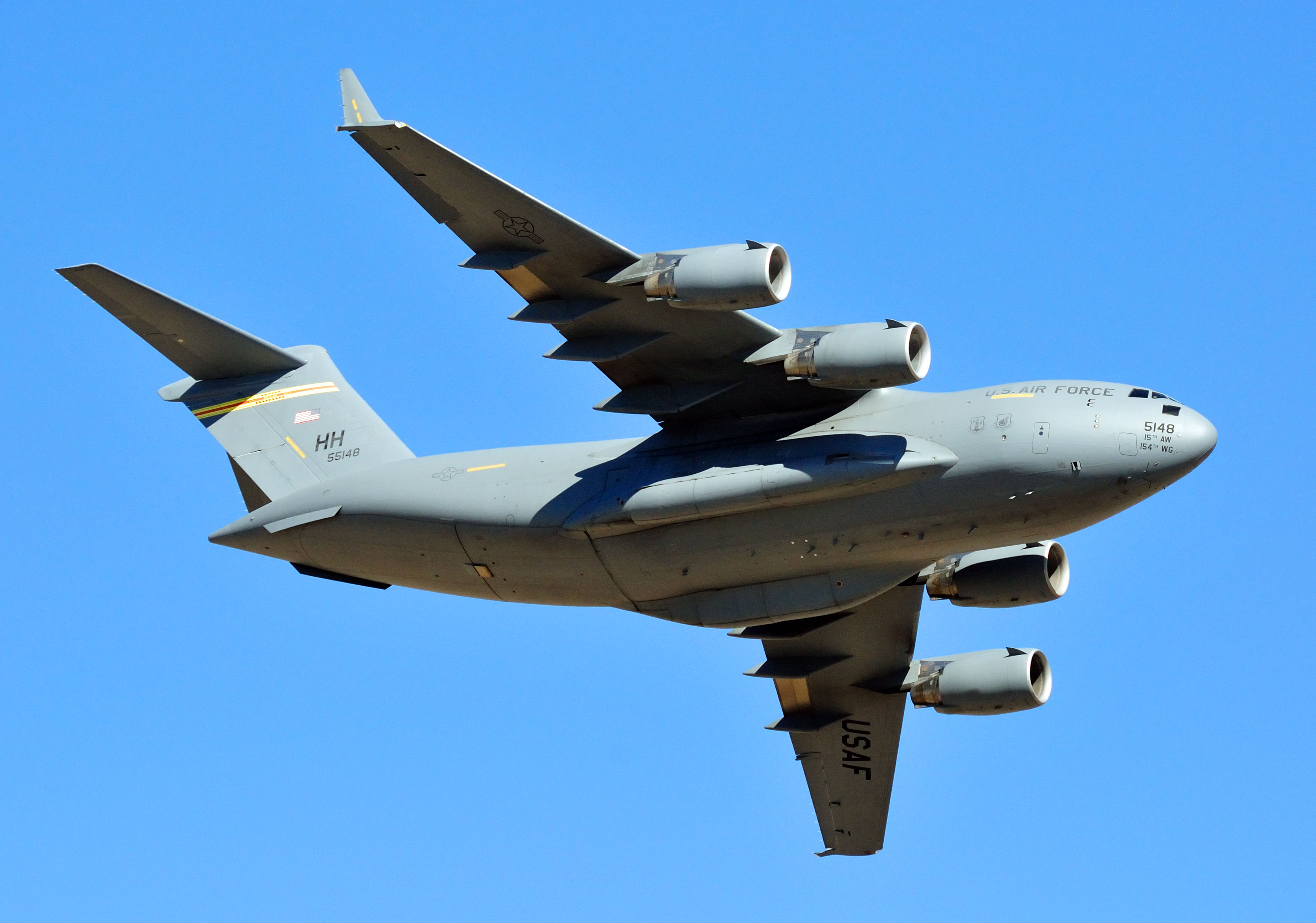
C-17 グローブマスターIII

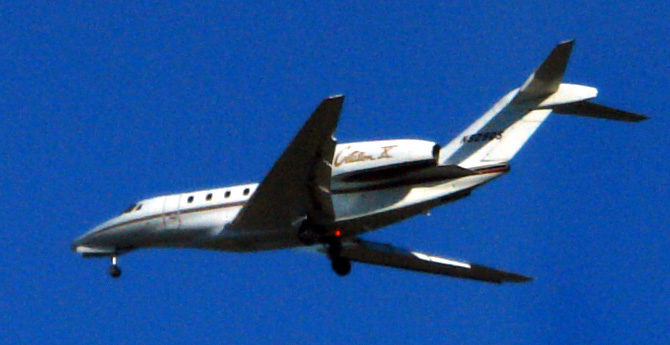
サイテーションX

- 1993年 - 初号機の製造から26年目で1,000機目となる、ボーイング747が引き渡された。
- 2月 - 世界で最後まで運用されていたボリビア空軍のF-86 セイバーが退役した。
- 2月10日 - マクドネル・ダグラスが、通算10,000機目の航空機を生産した。
- 3月4日 - ビジネスジェット、ダッソー ファルコン 2000が初飛行した。
- 3月5日 - 本田技研工業が開発した小型実験機、MH02が初飛行した。
- 3月11日 - エアバスA321が初飛行した。
- 4月27日 - サッカーザンビア代表の選手らを乗せたザンビア空軍の輸送機がガボンの首都リーブルヴィルの空港を離陸直後に大西洋上に墜落し、乗客と乗員あわせて30人全員が死亡した。（「ガボン航空惨事」）
- 7月14日 - アメリカ空軍の軍用大型輸送機、C-17 グローブマスターIIIの、部隊への配備が開始された。
- 8月11日〜14日 - アメリカ空軍の2機のB-1 ランサーが47時間で世界一周飛行を行った。
- 9月21日 -  グルジア国防軍によって兵員輸送のためにチャーターされた トランス・グルジア航空の ツポレフ Tu-134が、アブハジア分離主義者が発射したとみられる地対空ミサイルで撃墜され134人が死亡した。
- 9月27日 - 東京国際空港（羽田空港）の新ターミナルビル（ビッグバード）が供用開始。
- 10月26日 - バリュージェット航空が運行を開始した。
- 11月22日 - カタール航空が設立された。
- 12月11日 - アメリカ空軍のステルス戦略爆撃機ノースロップ B-2 スピリットが第509爆撃航空団に配備された。
- 12月21日 - ビジネスジェット、セスナ サイテーションXが初飛行した。

## 1993年に初飛行した機体の画像

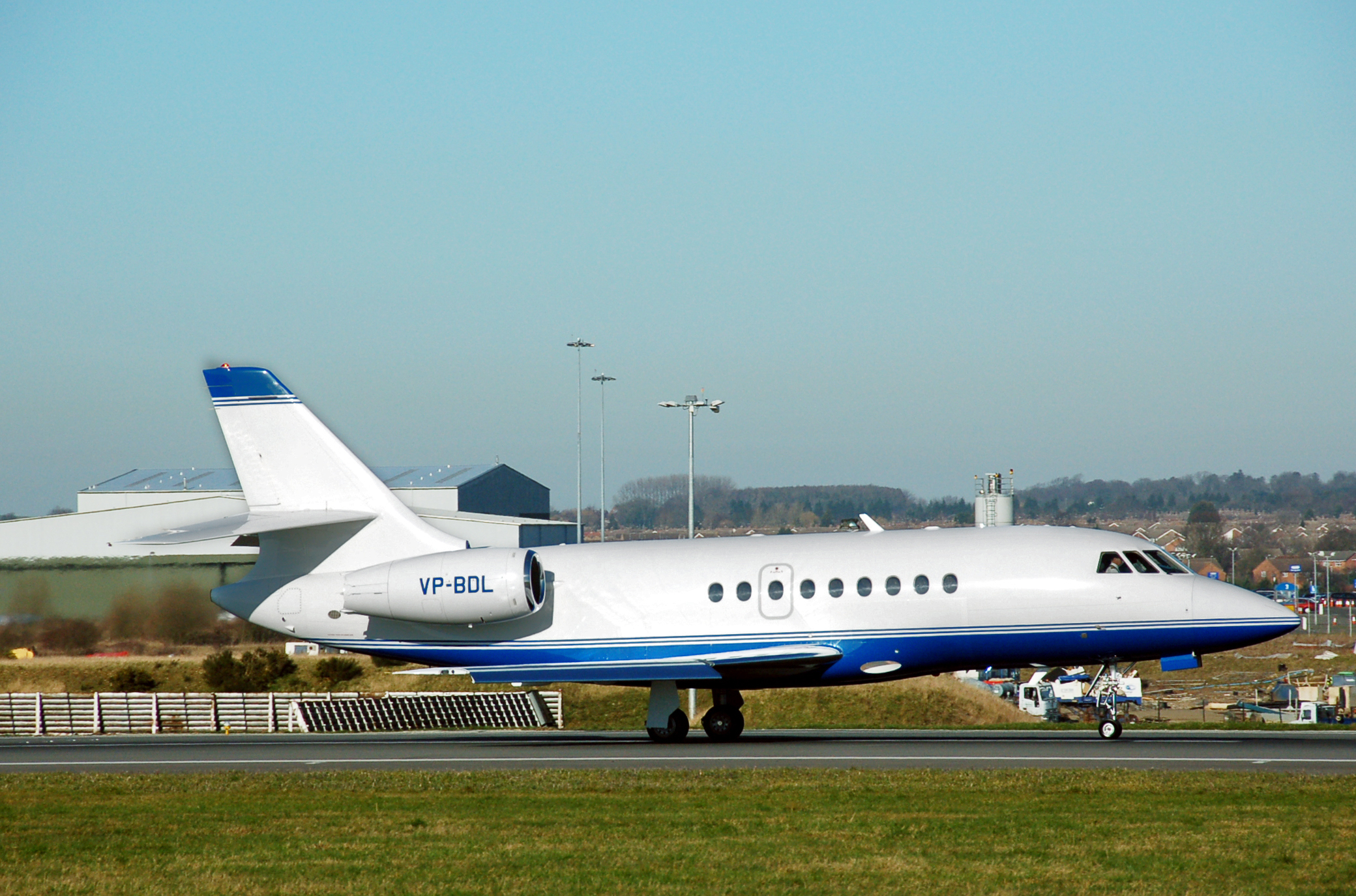
ダッソー ファルコン 2000 （3月4日）
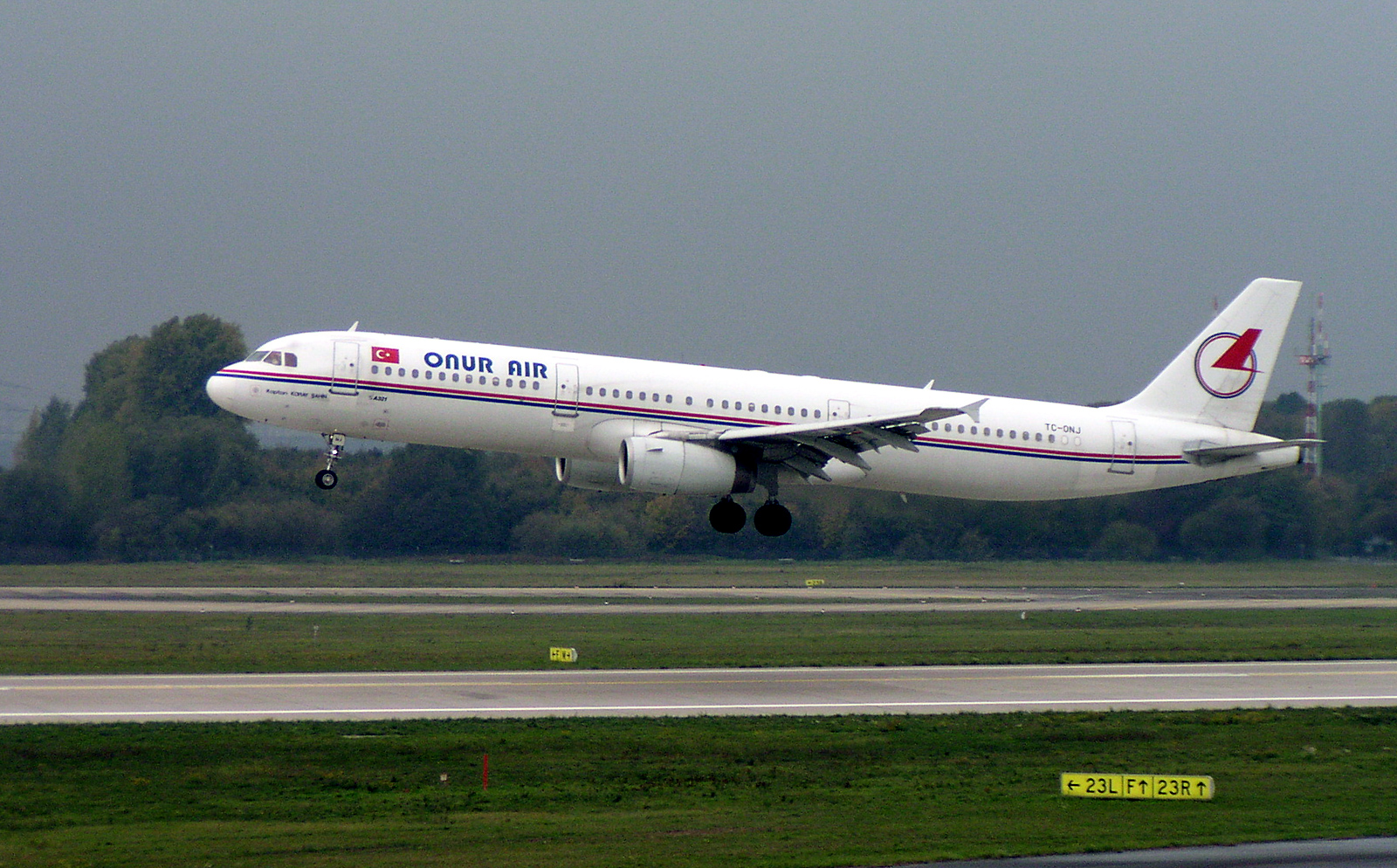
エアバスA321 （3月11日）